# Roman Paszke
Roman Paszke est un navigateur polonais, né le 15 mai 1951 à Gdańsk.
Il s'attaque en 2011, à bord de Gemini 3, au record du tour du monde à la voile, en solitaire, d’est en ouest, que détient Jean-Luc Van Den Heede (122 jours, 14 heures, 3 minutes et 49 secondes), mais doit abandonner après avoir heurté un Ofni.

## Palmarès
- 1999-2000 : 4e de The Race, à bord de Warta Polpharma.